# Relaciones Malasia-Perú
Las Relaciones Malasia-Perú (en malayo: Hubungan Malaysia-Peru) se refieren a las relaciones entre Malasia y la República del Perú. Ambos son miembros de la Foro de Cooperación Económica Asia-Pacífico.
Actualmente, Malasia no exige visa a los peruanos que poseen pasaportes ordinarios.

## Relaciones económicas
El intercambio comercial entre Perú y Malasia alcanzó 235 millones de dólares. Malasia y Perú tiene un acuerdo comercial con el Tratado Integral y Progresista de Asociación Transpacífico que entró en vigor el 29 de noviembre de 2022.

## Misiones diplomáticas

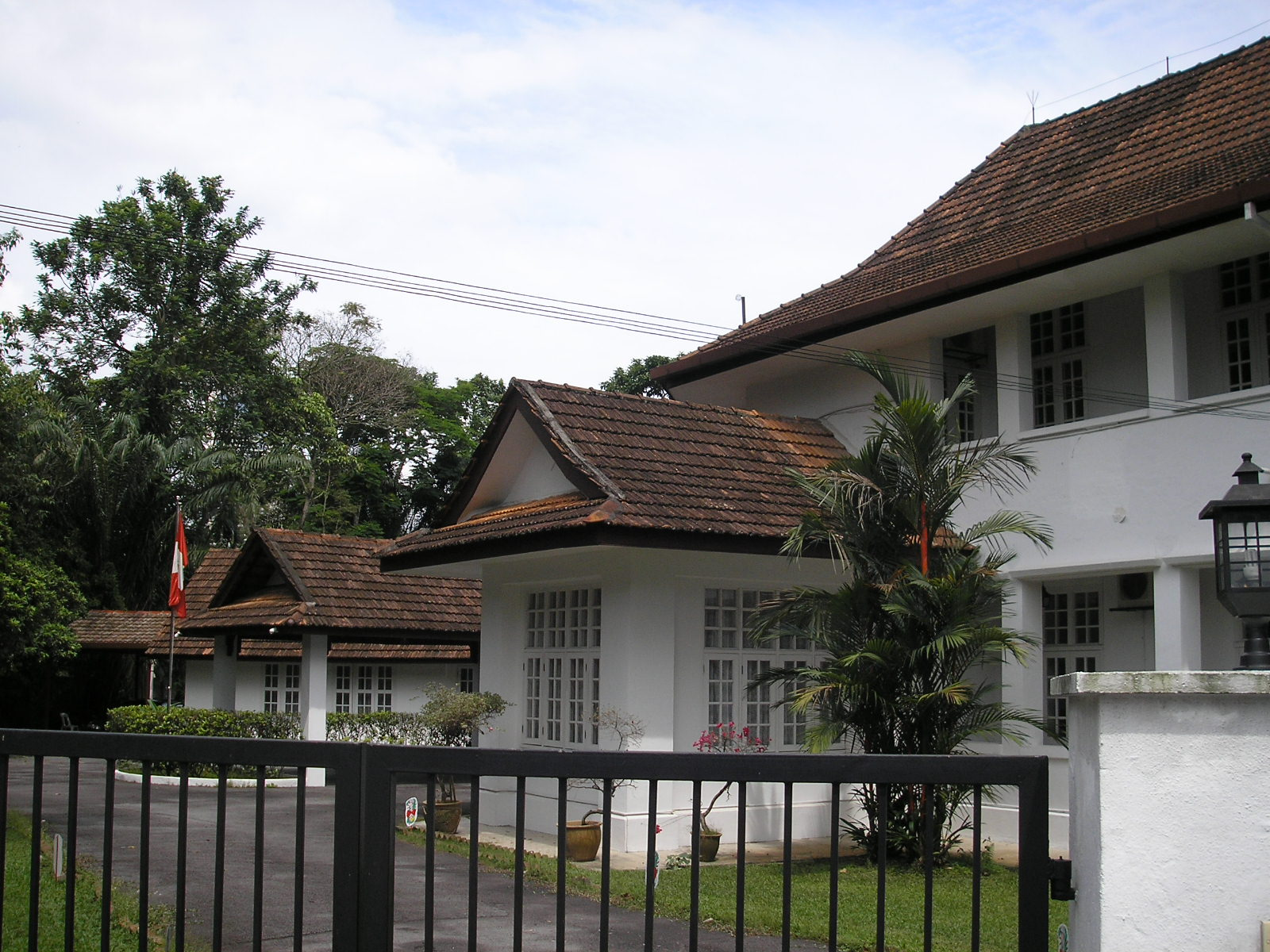
Embajada del Perú en Malasia

- Malasia tiene una embajada en Lima.
- Perú tiene una embajada en Kuala Lumpur.